# Esteribar
Esteribar település Spanyolországban, Navarra autonóm közösségben. Esteribar Erro, Lizoain-Arriasgoiti - Lizoainibar-Arriasgoiti, Egüés, Huarte/Uharte, Ezcabarte, Oláibar, Anue és Baztan községekkel határos. Lakosainak száma 2877 fő (2024).

## Népesség
A település népessége az elmúlt években az alábbi módon változott:
| Lakosok száma | 1527 | 1547 | 1911 | 2105 | 2432 | 2509 | 2629 | 2702 | 2792 | 2877 |
|               | 2001 | 2004 | 2007 | 2009 | 2012 | 2014 | 2017 | 2019 | 2022 | 2024 |